# MTV Europe Music Award al miglior artista francese
L'MTV Europe Music Award al miglior artista francese (MTV Europe Music Award for Best French Act) è uno dei premi degli MTV Europe Music Awards, che viene assegnato dal 2000.

## Albo d'oro

### Anni 2000
| Anno | Vincitore | Nominati                                                    |
| ---- | --------- | ----------------------------------------------------------- |
| 2000 | Modjo     | - Laurent Garnier - Phoenix - Saïan Supa Crew - Bob Sinclar |
| 2001 | Manu Chao | - Daft Punk - Demon - St. Germain - Supermen Lovers         |
| 2002 | Indochine | - David Guetta - MC Solaar - Pleymo - Saïan Supa Crew       |
| 2003 | Kyo       | - Berenice - Jenifer - One-T - Bob Sinclar                  |
| 2004 | Jenifer   | - Calogero - Corneille - IAM - Luke                         |
| 2005 | Superbus  | - Amel Bent - Kyo - Raphael - Sinik                         |
| 2006 | Diam's    | - 113 - Rohff - Olivia Ruiz - Bob Sinclar                   |
| 2007 | Justice   | - Booba - Fatal Bazooka - Bob Sinclar - Soprano             |
| 2008 | Zaho      | - BB Brunes - Feist - David Guetta - Sefyu                  |
| 2009 | Orelsan   | - David Guetta - Rohff - Olivia Ruiz - Sliimy               |

### Anni 2010
| Anno | Vincitore         | Nominati                                                              |
| ---- | ----------------- | --------------------------------------------------------------------- |
| 2010 | Pony Pony Run Run | - Ben l'Oncle Soul - David Guetta - Phoenix - Sexion D'Assaut         |
| 2011 | La Fouine         | - Ben l'Oncle Soul - David Guetta - Martin Solveig - Soprano          |
| 2012 | Shaka Ponk        | - Irma - Orelsan - Sexion D'Assaut - Tal                              |
| 2013 | Shaka Ponk        | - C2C - Daft Punk - Maître Gims - Tal                                 |
| 2014 | Indila            | - Casseurs Flowters - Christine and the Queens - Indila - Julien Doré |
| 2015 | Black M           | - The Avener - Christine and the Queens - The Dø - Fréro Delavega     |
| 2016 | Amir              | - Fréro Delavega - Jain - Maître Gims - Nekfeu                        |
| 2017 | Amir              | - Feder - MHD - Petit Biscuit - Soprano                               |
| 2018 | Bigflo & Oli      | - Louane - Dadju - Vianney - Orelsan                                  |
| 2019 | Kendji Girac      | - Aya Nakamura - Dadju - DJ Snake - Soprano                           |

### Anni 2020
| Anno | Vincitore      | Nominati                                                 |
| ---- | -------------- | -------------------------------------------------------- |
| 2020 | M. Pokora      | - Soprano - Slimane e Vitaa - Maître Gims - Aya Nakamura |
| 2021 | Amel Bent      | - Dadju - Jéremy Frerot - Tayc - Vianney                 |
| 2022 | Amir Haddad    | - Aya Nakamura - Orelsan - Soolking - Tayc               |
| 2023 | Bigflo & Oli   | - Aime Simone - Aya Nakamura - Louane - Ninho - Slimane  |
| 2024 | Pierre Garnier | - Aya Nakamura - Dadju & Tayc - Gims - Slimane - Vitaa   |